# POP7
POP7 (англ. POP7 homolog, ribonuclease P/MRP subunit) – білок, який кодується однойменним геном, розташованим у людей на короткому плечі 7-ї хромосоми. Довжина поліпептидного ланцюга білка становить 140 амінокислот, а молекулярна маса — 15 651.
| 10         |  | 20         |  | 30         |  | 40         |  | 50         |
| ---------- |  | ---------- |  | ---------- |  | ---------- |  | ---------- |
| MAENREPRGA |  | VEAELDPVEY |  | TLRKRLPSRL |  | PRRPNDIYVN |  | MKTDFKAQLA |
| RCQKLLDGGA |  | RGQNACSEIY |  | IHGLGLAINR |  | AINIALQLQA |  | GSFGSLQVAA |
| NTSTVELVDE |  | LEPETDTREP |  | LTRIRNNSAI |  | HIRVFRVTPK |  |            |

A: Аланін

C: Цистеїн

D: Аспарагінова кислота

E: Глутамінова кислота

F: Фенілаланін

G: Гліцин

H: Гістидин

I: Ізолейцин

K: Лізин

L: Лейцин

M: Метіонін

N: Аспарагін

P: Пролін

Q: Глутамін

R: Аргінін

S: Серин

T: Треонін

V: Валін

Кодований геном білок за функцією належить до гідролаз. 
Задіяний у такому біологічному процесі, як процесинг тРНК. 
Локалізований у цитоплазмі, ядрі.